# Bowe Bergdahl
Robert Bowdrie  Bergdahl (28 de marzo de 1986, Idaho, Estados Unidos) es un soldado estadounidense que estuvo prisionero cinco años a manos de las fuerzas del Talibán, siendo liberado gracias a un intercambio entre el gobierno de EE. UU. y este movimiento fundamentalista islámico que consistió en la liberación de cinco presos talibanes del Centro de detención de Guantánamo. Su captura y liberación son motivos de controversia y polémica debido a que se le considera un desertor del ejército estadounidense.
El 3 de noviembre de 2017 el tribunal militar optó por degradarle y licenciarle con deshonor por desertar en Afganistán en 2009 evitando así Bergdahl la prisión máxima a la que se enfrentaba que era la cadena perpetua. Si bien ha sido licenciado con deshonor, degradado y le obliga a hacer frente a una sanción económica de 10.000 dólares. Precedentemente al dictamen de la sentencia Bergdahl se declaró culpable. Bergdahl paso de ser ascendido de Soldado a Sargento luego de ser rescatado del cautiverio, luego del juicio degradado a Soldado.

## Juventud y primeros años en el ejército
Bergdahl nació el 28 de marzo de 1986 en Idaho. Con su hermana mayor, Sky, fueron educados en casa por sus padres calvinistas devotos, instruidos en religión y moral. 
A los 5 años, se le enseñó a disparar un rifle y montar a caballo. A partir de ese momento se interesó en los cuentos de aventura.
A los 16 años, se interesó en la esgrima y el ballet, y se mudó con la familia a estudiar danza que lo instruyó en el budismo y el Tarot. 
A los 20 años, habiendo crecido inquieto, pidió unirse a la fuerza de infantería de la Legión Extranjera Francesa. Viajó a París para aprender francés, pero su solicitud fue rechazada. El mismo año, fue dado de alta desde el campo de entrenamiento básico de la Guardia Costera de Estados Unidos por razones que no están claras.
A su regreso a Idaho, Bergdahl trabajó como barista en una cafetería local, su interés en la supervivencia y el combate creció.
Según informes, dijo un amigo de la familia sobre el deseo de Bergdahl de viajar a África para enseñar técnicas de defensa a los pobladores amenazados.
Pero en 2008 anunció que se había alistado en el ejército y fue sometido a 16 semanas de entrenamiento de la escuela de infantería en Fort Benning, Georgia.
Al principio parecía abrazar la vida del Ejército, dijeron sus compañeros soldados, siempre leyendo acerca de las causas humanitarias, la ética o la filosofía.
Más tarde su unidad viajó al Centro Nacional de Entrenamiento en California para prepararse por medio de simulaciones de combate en condiciones extremas.
Es allí, donde compañeros soldados dicen que Bowe comenzó a actuar de manera extraña. Él obtuvo el apodo de "Fuerzas Especiales" por su intensidad percibida y su propensión a mantenerse a sí mismo. 
En marzo de 2009, el pelotón de Bergdahl llegó en Paktika, Afganistán, una provincia plagada de violencia.

## Controversia por su captura y liberación
Antes de su captura, el soldado con un historial de trabajos previos a su carrera militar escribió a sus padres, donde expresaba la frustración con los militares. Sus compañeros soldados también han argumentado que Bergdahl se alejó de su unidad cuando estaban desplegados en Afganistán, en junio de 2009.
De acuerdo con una investigación detallada por la revista Rolling Stone, el sargento Bergdahl comenzó a enviar correos electrónicos a sus padres críticos de los EE. UU. y sus fuerzas armadas, a la que su padre le aconsejó obedecer su conciencia.
La revista afirma que el 30 de junio de 2009 el soldado recogió el agua, su diario, un cuchillo y una cámara digital para después partir.
A la mañana siguiente, el jefe de pelotón informó de su desaparición. Un avión no tripulado, dos F-18 y un equipo con perros de rastreo buscaron en el área. Más de 24 h después de que Bowe Bergdahl desapareció, la inteligencia de Estados Unidos interceptó una conversación entre los combatientes talibanes, confirmando que el soldado había sido capturado.
A finales del mes de julio, un video de propaganda talibán, mostraba al soldado, seguidos de otros tres mostrando una aparente disminución de la salud física y mental de Bergdahl .
Mientras tanto, los Bergdahl hicieron campaña por la liberación de su hijo, a veces hablaron críticamente de la administración Obama por su supuesta falta de acción. Bergdahl no hizo ningún comentario público desde su liberación, pero el sitio web Daily Beast publicó una carta que dijo era una de las dos que envió a sus padres durante su cautiverio, a través de la Cruz Roja Internacional.
Finalmente tras el intercambio de cinco talibanes presos en Guantánamo, Bergdahl -que figuraba como el último prisionero de la guerra de Afganistán- fue recogido por las fuerzas especiales y trasladado en helicóptero hasta una zona segura.
Después de la salida de Bergdahl del cautiverio el 31 de mayo de 2014, los principales congresistas republicanos argumentaron que el acuerdo violaba las leyes de EE. UU. y promovía negociaciones con los terroristas - acusaciones negadas por el gobierno de Barack Obama.
Luego de su rescate del cautiverio Bowe fue ascendido de rango de Soldado a Sargento.
Mientras tanto el Ejército nombró a un oficial de alto rango para investigar las circunstancias de su desaparición y captura.
El 14 de julio, las autoridades militares anunciaron que el sargento Bergdahl regresaba al servicio activo en el norte en la Base Conjunta San Antonio- Fort Sam Houston y vivir en barrios de oficiales.

## Juicio marcial y absolución
El Ejército estadounidense entregó a una Autoridad General de Cortes Marciales la investigación sobre la desaparición en 2009 de Bowe Bergdahl, para determinar si debía ser enjuiciado militarmente debido a que sus compañeros de fuerza declararon que Bergdahl desertó del ejército. El 25 de marzo de 2015 el ejército estadounidense le acusó formalmente de deserción y mal comportamiento. Esos cargos pudieron haberle hecho hacerle pasar el resto de su vida en prisión.
El 3 de noviembre de 2017 el tribunal militar optó por degradarle y licenciarle con deshonor por desertar en Afganistán en 2009 evitando así Bergdahl la prisión máxima a la que se enfrentaba que era la cadena perpetua. Si bien ha sido licenciado con deshonor, degradado y le obliga a hacer frente a una sanción económica de 10.000 dólares. Precedentemente al dictamen de la sentencia Bergdahl se declaró culpable.
Bowe Bergdahl fue descrito por el presidente estadounidense Donald Trump como un "traidor sucio y podrido" que merecía ser ejecutado, además diversos miembros de su compañía criticaron al soldado por considerar que éste había abandonado voluntariamente su puesto, poniendo en riesgo la vida de los compañeros que participaron en su búsqueda.